# ناحیه ولی، شهرستان باربر، کانزاس
ناحیه ولی، شهرستان باربر، کانزاس (به انگلیسی: Valley Township, Barber County, Kansas) یک سکونت‌گاه مسکونی در ایالات متحده آمریکا است که در شهرستان باربر، کانزاس واقع شده‌است.

## خصوصیات
ناحیه ولی ۹۳٫۶۹ کیلومترمربع مساحت و ۱۸۳ نفر جمعیت دارد و ۵۵۳ متر بالاتر از سطح دریا واقع شده‌است.